# W31SA
W31SA（だぶりゅーさんいちえすえー）およびW31SA II（だぶりゅーさんいちえすえーつー）は、三洋電機（大阪、現・京セラ SANYOブランド）が開発し、KDDIおよび沖縄セルラー電話のauブランドで販売されていたCDMA 1X WINの携帯電話である。

## 特徴
同社のau向け端末としては初のスライド式である。
着Flashなど発売当時最新のサービスに対応するほか、EZ・FMやSD-Audioを搭載しており、音楽機能が充実している。前機種のW22SAとは異なり、FMラジオ用アンテナを内蔵しており、イヤホンケーブルを挿入しなくても本体だけでFMラジオが楽しめる。また、EZ・FMは内蔵メモリに最大約60分の録音が可能なほか、ICレコーダーも備えており、こちらも内蔵メモリに最大5時間の録音が可能である。
カメラはAF付きで、メールアドレスや電話番号を読み取れるOCR機能や、英単語を写すとその単語の意味を表示するOCR英語辞書「カメラ de 辞書」にも対応している。
2005年9月にはセカンドバージョンのW31SA IIも発売された。こちらはW31SAでは別売りだった「SD-Jukebox Ver.5.0 LE」とUSBケーブルが同梱されている。

## 対応サービス・機能
- EZ「着うたフル」
- EZ「着うた」
- EZ・FM
- EZナビウォーク
- EZチャンネル
- SD-Audio(AAC)
- 赤外線通信
- ミュージックプレーヤー（BGM再生対応）

## 注
1. ↑  2012年7月23日より利用不可